# Heistse Pijl 2021
L'Heylen Vastgoed Heistse Pijl 2021, cinquantunesima edizione della corsa e valevole come evento dell'UCI Europe Tour 2021 categoria 1.1, si svolse il 31 luglio 2021 su un percorso di 192,8 km, con partenza e arrivo a Heist-op-den-Berg, in Belgio. La vittoria è stata appannaggio dell'olandese Pascal Eenkhoorn, il quale ha completato il percorso in 4h17'07", alla media di 44,991 km/h, precedendo i belgi Yves Lampaert e Jonas Rickaert.
Sul traguardo di Heist-op-den-Berg 104 ciclisti, su 127 partenti dalla medesima località, hanno portato a termine la competizione.

## Squadre e corridori partecipanti
| N.    | Cod. | Squadra                   |
| ----- | ---- | ------------------------- |
| 1-7   | SVB  | Sport Vlaanderen-Baloise  |
| 11-17 | DQT  | Deceuninck-Quick Step     |
| 21-27 | TJV  | Jumbo-Visma               |
| 31-37 | IWG  | Intermarché-Wanty-Gobert  |
| 41-47 | AFC  | Alpecin-Fenix             |
| 51-57 | BBK  | B&B Hotels                |
| 61-67 | BWB  | Bingoal Pauwels Sauces WB |
| 71-77 | PSB  | Pauwels Sauzen-Bingoal    |
| 81-87 | TIS  | Tarteletto-Isorex         |
| 91-97 | BCY  | BEAT Cycling              |

| N.      | Cod. | Squadra                         |
| ------- | ---- | ------------------------------- |
| 101-106 | EVO  | EvoPro Racing                   |
| 111-117 | LCT  | Lviv Continental Cycling Team   |
| 121-127 | SEG  | SEG Racing Academy              |
| 131-137 | TCO  | Team Coop                       |
| 141-147 | LKH  | Team Lotto-Kern Haus            |
| 151-157 | VWE  | VolkerWessels Cyclingteam       |
| 162-167 | XRL  | Xelliss-Roubaix Lille Métropole |
| 171-177 | XSU  | XSpeed United Continental       |
| 181-187 | DHB  | Canyon dhb SunGod               |

## Ordine d'arrivo (Top 10)
| Pos. | Corridore          | Squadra     | Tempo    |
| ---- | ------------------ | ----------- | -------- |
| 1    | Pascal Eenkhoorn   | Jumbo       | 4h17'07" |
| 2    | Yves Lampaert      | Deceuninck  | s.t.     |
| 3    | Jonas Rickaert     | Alpecin     | a 1"     |
| 4    | Bert Van Lerberghe | Deceuninck  | a 12"    |
| 5    | Jens Debusschere   | B&B Hotels  | s.t.     |
| 6    | Matthew Bostock    | Canyon      | s.t.     |
| 7    | Boy Van Poppel     | Intermarché | s.t.     |
| 8    | Oscar Riesebeek    | Alpecin     | a 21"    |
| 9    | Rory Townsend      | Canyon      | a 35"    |
| 10   | Kenneth Van Rooy   | Sport Vl.   | a 41"    |